# Batalla de Ticonderoga
La Batalla de Ticonderoga  va tenir lloc el 27 de juny de 1759. Forma part del conjunt de batalles de la Guerra Franco-Índia.

## Precedents
A Amèrica del Nord el primer atac britànic es va produir el maig de 1754. Però el primer enfrontament que va anar més enllà d'una petita escaramussa es va produir dos mesos després, al juliol, a Fort Necessity. El 1756 els francesos van capturar Fort Oswego i l'any següent Fort William Henry als britànics. Aquesta darrera victòria es va embrutar quan els aliats nadius de França van trencar els termes de la capitulació i van atacar la columna britànica en retirada, que estava sota la guàrdia francesa, matant soldats i fent captius molts homes, dones i nens mentre els francesos es negaren a protegir els seus captius. Els desplegaments navals francesos el 1757 també van defensar amb èxit la fortalesa clau de Louisbourg a l'Illa del Cap Bretó assegurant les aproximacions al Quebec cap al mar. La campanya anglesa de 1758 va aconseguir prendre Louisbourg després que els reforços francesos quedessin bloquejats per la victòria naval britànica a la batalla de Cartagena, i les captures de Fort Duquesne i Fort Frontenac. Els britànics van continuar el procés de deportació de la població acadiana amb una onada d'operacions importants contra Île Saint-Jean, el riu St. John i les valls del riu Petitcodiac, i tot i que un gran exèrcit britànic de més de 16.000 homes fou derrotat en la batalla de Fort Carillon, durant aquest mateix hivern, la majoria dels francesos van ser traslladats a Quebec, Mont-real i altres forts a l'oest per poder-se defensar millor dels atacs anglesos.

## Desenvolupament
Sir Jeffrey Amherst, decidit a no tornar a cometre els errors del passat, es va traslladar al nord del Llac George (estat de Nova York) per tal de tallar les línies de subministrament franceses. Els francesos van quedar incomunicats i el 22 de juliol Amherst va arribar al fort i va començar el setge. Els francesos van abandonar la resistència al cap de poc temps i es van rendir als anglesos. Durant la batalla, el tinent Roger Townshend, comandant de Fort Edward, va morir a causa d'una bala de canó. La seva mort va afectar molt a Amherst, que el considerava un molt bon amic.

## Conseqüències
Després de la caiguda del Fort Ticonderoga, els francesos van destruir el Fort Saint Frédéric, però el temps que va perdre Jeffrey Armhest conquerint els dos forts li va impedir que es pogués unir amb el general James Wolfe al setge del Quebec.